# Riddoch Highway
Der Riddoch Highway ist eine Fernverkehrsstraße im Südosten des australischen Bundesstaates South Australia. Er verbindet den Dukes Highway in Keith mit dem Princes Highway in Mount Gambier und dem Küstenort Port MacDonnell, beide im äußersten Südosten des Staates.

## Verlauf
In Keith zweigt der Riddoch Highway nach Süden vom Dukes Highway (NA8) und führt dann in südsüdöstlicher Richtung nach Naracoorte. Von dort setzt er seinen Weg nach Süd-Südosten fort, bis er sich bis auf ca. 10 km der Grenze nach Victoria angenähert hat. Dann verläuft er parallel zur Grenze nach Süden, wo er in Mount Gambier auf den Princes Highway (A1 / B1) trifft. Von Keith bis nach Mount Gambier trägt der Riddoch Highway die Bezeichnung Staatsstraße A66.
Die letzten 29 km nach Süden bis zur Küste bei Port MacDonnell und dem nahegelegenen Cape Northumberland (südlichster Punkt von South Australia) legt die Straße als Staatsstraße B66 zurück.
Auf seinem Weg durchzieht der Riddoch Highway Weide- und Farmland, sowie Gemüse- und Weinregionen, wie Padthaway, Wrattonbully und Coonawarra. Auch Waldgebiete, in denen vornehmlich Monterey-Kiefern gepflanzt wurden, liegen an der Trasse.

## Namensgebung
Die Fernstraße wurde nach John Riddoch, dem ersten Grundstückseigner und Weinbauer in Coonawarra, benannt.

## Straßenzustand
Die Royal Automobile Association (RAA) hat dem Highway 5 von 10 möglichen Punkten auf ihrer Sicherheitsskala verliehen.